# SVGZ
SVGZ是SVG压缩后的文件格式。SVG本身是用文本语言描述的一种XML文件，它是一种矢量图形格式，也是一个开放标准。标准中支持用gzip压缩技术来压缩SVG文件。被压缩后的文件被称为SVGZ文件。